# Stoa Station
Stoa Station (Stoa stasjon eller Stoa holdeplass) er en jernbanestation på Arendalsbanen, der ligger i området Stoa i Arendal kommune i Norge. Stationen blev taget i brug 19. juli 2008 under kapsejladsen Norwegian Grand Prix og blev efterfølgende indviet officielt 18. august 2008.
I forhold til flere andre stationer på Arendalsbanen, der stammer fra banens åbning i 1908 eller de efterfølgende år, så er Stoa en forholdsvis moderne station, hvor der er gjort brug af beton og stål i stedet for træ og grus. Den er dog ret simpel, idet den stort set kun består af et spor og en perron med et læskur af glas. Stationen ligger i øvrigt i et område med flere indkøbscentre og industrivirksomheder.